# Dołczan czarnoplamy
Dołczan czarnoplamy (Stenobothrus nigromaculatus) – eurosyberyjski gatunek ciepłolubnego owada prostoskrzydłego z rodziny szarańczowatych (Acrididae). Spotykany na łąkach, wrzosowiskach i murawach kserotermicznych. 
W Polsce jest rzadko spotykany, występuje lokalnie, m.in. nad dolną Nidą, na Nizinie Wielkopolsko-Kujawskiej, Dolnym Śląsku i Nizinie Sandomierskiej. 
Wyróżniono dwa podgatunki:
- S. n. nigromaculatus (Herrich-Schäffer, 1840)
- S. l. transcaucasicus Ramme, 1933